# Bonizzi-Theler-Stiftung
Die Bonizzi-Theler-Stiftung war von 1975 bis 2009 eine Stiftung zur Förderung der Humanmedizin mit Sitz in Zürich.
Die Stiftung wurde 1975 basierend auf einer testamentarischen Verfügung von Alberto Bonizzi-Theler durch seine Ehefrau Neni Bonizzi-Theler († 25. November 1982) errichtet und später mit zusätzlichen Mitteln ausgestattet. Sie förderte wissenschaftliche Forschungsprojekte im Bereich der Medizin und verwandter Wissenschaften, welche die Erhaltung und Förderung menschlichen Lebens zum Ziel haben. Seit 1988 vergab die Bonizzi-Theler-Stiftung auch alle zwei Jahre den Otto Naegeli-Preis zur Förderung der medizinischen Forschung (benannt nach dem 1938 verstorbenen Professor für Innere Medizin an der Universität Zürich), mit einer Preissumme von 200'000 Franken eine der bedeutendsten wissenschaftlichen Auszeichnungen der Schweiz. Die Stiftung finanzierte zudem mit 2,5 Mio. Franken die Bonizzi-Theler-Professur für Functional Genomics am 2002 eröffneten Functional Genomics Center Zurich der Universität Zürich und der ETH Zürich. Die Stiftung wurde per 20. Februar 2009 aus dem Schweizerischen Handelsregister gelöscht.